# Classic Queen
Classic Queen è la terza raccolta del gruppo musicale britannico Queen, pubblicata il 10 marzo 1992 dalla Hollywood Records.

## Storia
Venne pubblicata negli USa e in Canada mentre in Europa venne pubblicata una diversa raccolta, Greatest Hits II, nell'ottobre 1991 in Europa.

## Brani
Il disco contiene anche brani tratti dal Greatest Hits I (Bohemian Rhapsody) e altri che sette anni più tardi verranno inclusi nel Greatest Hits III (come These Are The Days Of Our Lives) oltre ad altre canzoni precedentemente pubblicate su singolo (ad eccezione di Stone Cold Crazy) che non trovarono posto però in alcuna delle precedenti raccolte della band. Particolari sono anche le versioni editate dei brani One Vision e The Miracle (diverse comunque dalle versioni incise nei relativi singoli) e il remix di Under Pressure (datato 1992) e mai pubblicate in nessun altro album del gruppo.

## Accoglienza
Alla sua pubblicazione ebbe successo salendo in testa alle classifiche statunitensi e canadesi.

## Tracce
1. A Kind of Magic – 4:23 (Taylor)
2. Bohemian Rhapsody – 5:59 (Mercury)
3. Under Pressure (feat. David Bowie) (remix) – 4:02 (Queen, Bowie)
4. Hammer to Fall (Single Version) – 3:38 (May)
5. Stone Cold Crazy – 2:14 (Queen)
6. One Year of Love – 4:26 (Deacon)
7. Radio Ga Ga – 5:49 (Taylor)
8. I'm Going Slightly Mad – 4:21 (Queen)
9. I Want It All (Single Version) – 4:01 (Queen)
10. Tie Your Mother Down (Single Version) – 3:44 (May)
11. The Miracle (Edit) – 4:24 (Queen)
12. These Are the Days of Our Lives – 4:14 (Queen)
13. One Vision (Edit) – 4:38 (Queen)
14. Keep Yourself Alive – 3:47 (May)
15. Headlong – 4:38 (Queen)
16. Who Wants to Live Forever – 5:15 (May)
17. The Show Must Go On – 4:31 (Queen)

## Formazione
Gruppo
- Freddie Mercury - voce, pianoforte, sintetizzatore
- Brian May - chitarra solista, sintetizzatore, cori; voce principale in Who Wants to Live Forever, seconda voce in I Want It All e Keep Yourself Alive
- John Deacon - basso, sintetizzatore, cori
- Roger Taylor - batteria, percussioni, sintetizzatore, cori; seconda voce in Keep Yourself Alive, vocoder in Radio Ga Ga

Altri musicisti
- David Bowie - seconda voce principale in Under Pressure